# Punto de inflexión transgénero
El «punto de inflexión transgénero» es un término utilizado para describir el aumento de la prevalencia y visibilidad de las personas transgénero en la cultura popular que tuvo lugar a principios de la década de 2010. La frase fue acuñada en el título de un artículo de portada en la edición de mayo de 2014 de la revista Time que presentaba a la entonces prometedora actriz transgénero Laverne Cox.
El término inicialmente implicaba un punto de inflexión hacia una nueva era de progreso social en términos de representación transgénero que siguió a un momento en el que estas personas ganaron suficiente masa crítica para hacerlo. Desde entonces, los comentaristas han rechazado el término como falso debido a una reacción tránsfoba percibida contra la visibilidad transgénero desde que se publicó la portada, que la propia Cox ha descrito como "genocida".

## Trasfondo
La actriz Laverne Cox se hizo conocida por su papel de Sophia Burset en la serie de Netflix Orange Is the New Black, convirtiéndose en la primera mujer negra transgénero en tener un papel principal en un programa de televisión convencional de EE. UU. Había ganado varios premios por su trabajo. The Guardian ha especulado que la reacción en las redes sociales ante la no inclusión de Cox en la lista Time 100 en abril de ese año, a través del hashtag #whereisLaverneCox, puede haber sido una razón para la existencia de la portada.

## Portada y artículo deTime
La frase fue acuñada en el título de un artículo de portada en la edición del 9 de junio de 2014 de la revista Time, escrito por Katy Steinmetz.  La portada del número presentaba un retrato de cuerpo entero de la actriz transgénero Laverne Cox,  quien recientemente había saltado a la fama debido a su papel en la serie de Netflix Orange Is the New Black. En la portada, mira atrevidamente al espectador mientras permanece de pie en una postura alta y elegante. A diferencia de otras portadas de la revista, su cabeza aparece en lugar de parte de la «M» de «TIME».
El artículo de portada, titulado "El punto de inflexión transgénero", describe cómo el año inició una nueva era de conciencia popular sobre las personas transgénero, analiza el movimiento por los derechos de las personas transgénero de manera más general y contiene citas de una entrevista con Cox. Un año antes de la legalización del matrimonio igualitario en los Estados Unidos, Steinmetz sostiene en su artículo que el movimiento por los derechos de las personas transgénero representaría una nueva era en el progreso social.

## Respuestas

### Respuestas inmediatas
Las palabras "punto de inflexión transgénero" se repitieron en varios medios de comunicación a lo largo de 2014, incluido The Washington Post. Jane Fae, de The Guardian, argumentó ese año que «un impulso imparable está a punto de arrasar con las ideas tradicionales de género, y todos nos beneficiaremos». Laurie Penny, del New Statesman, atribuyó el aumento de la visibilidad transgénero a la salida del armario de varias celebridades transgénero y a la capacidad de las redes sociales para conectar a personas previamente aisladas en la formación de comunidades.

### Respuestas a largo plazo
Jian Neo Chen dijo en 2019 que el término proviene de teorías populares sociológicas, biológicas y tecnológicas. Afirmó que «el concepto de 'punto de inflexión' intentaba absorber los logros de los movimientos por la justicia trans en una visión populista de cambio social de 'libre mercado', en la que los intereses particulares de un grupo minoritario circulaban lo justo y en las condiciones adecuadas para superar o incluso 'contagiar' a la mayoría». Añadió que este enfoque era incorrecto, ya que «anulaba las luchas, el coraje, el trabajo y la creatividad de la construcción del movimiento por la justicia social para, en cambio, dar crédito a lo que se cree que son leyes naturales automatizadas internas del populismo estadounidense».
En 2022, Danya Lagos, en el American Journal of Sociology, analizó cohortes estadounidenses de la población nacida entre 1935 y 2001 para determinar si se había producido un "punto de inflexión transgénero" en lo que respecta a la demografía. Encontraron que los encuestados nacidos después de 1984 eran "significativamente más propensos a identificarse como transgénero o no conformes con su género que los encuestados de cohortes anteriores", pero que esto variaba "según el sexo asignado al nacer, la raza/etnia y la asistencia a la universidad", lo que a veces contrastaba con la representación en los medios, y que no había habido un "punto de inflexión" singular sino más bien un aumento gradual.
Los críticos del término han argumentado que, si bien las personas transfemeninas fueron representadas como parte del "punto de inflexión", las personas transmasculinas no fueron incluidas. La académica trans Evelyn Deshane dijo que en 2017 había "salvedades a esta aceptación del punto de inflexión", incluyendo que las personas transgénero "deben verse y actuar de ciertas maneras" para ser aceptadas. También afirmó que el término carecía de fundamento, ya que «queremos creer que nosotros, junto con nuestros sistemas políticos y circunstancias sociales, podemos cambiar de la noche a la mañana», y que el término perpetuaba la dicotomía «progreso/fracaso».
Aunque la mayor visibilidad generó apoyo entre el público, algunos han argumentado que el aumento también desencadenó una reacción contra las personas transgénero y el movimiento por los derechos de las personas transgénero. En 2024, Jude Doyle, de la revista Xtra!, argumentó que, de hecho, los derechos de las personas transgénero habían disminuido significativamente en los diez años transcurridos desde el "punto de inflexión". En 2023, Cox comentó sobre el entonces próximo décimo aniversario de su inclusión en la portada de Time, afirmando que "estamos en el apogeo de la reacción contra la visibilidad trans. Tenemos mucha más gente educada sobre las personas trans, pero también ha habido una rigurosa maquinaria mediática de desinformación", describiendo además que "La reacción es feroz. Es genocida".